# Derek Prag
Derek Prag (n. 6 august 1923, Merthyr Tydfil, Țara Galilor, Regatul Unit – d. 20 ianuarie 2010) a fost un om politic britanic, membru al Parlamentului European în perioadele 1979-1984, 1984-1989 și 1989-1994 din partea Regatului Unit. 
1. ↑   http://www.whtimes.co.uk/news/tributes_to_former_hertfordshire_mep_1_57144 Lipsește sau este vid: |title= (ajutor)
2. ↑  Deputații în Parlamentul European